# IP Multimedia Subsystem
Pour les articles homonymes, voir IMS.
IP Multimedia Subsystem (IMS) est une architecture standardisée de type next generation network (NGN) utilisée par les opérateurs de téléphonie, qui permet de fournir des services multimédias fixes et mobiles. Cette architecture permet, entre autres, d'utiliser la technologie VoIP, ainsi qu'une implémentation standardisée par le 3GPP de SIP fonctionnant sur les protocoles standards IP (IPv4 et IPv6). 
Les systèmes téléphoniques traditionnels (commutation de paquets et commutation de circuits) sont aussi pris en charge.
L’objectif de l’IMS n’est pas seulement de permettre de nouveaux services, existants ou futurs, proposés sur Internet. Les utilisateurs doivent en plus être capables d’utiliser ces services aussi bien en déplacement (situation de roaming) que depuis chez eux. Pour cela, l’IMS utilise les protocoles standards IP, définis par l’IETF. 
Ainsi, une session multimédia, qu’elle s’effectue entre deux utilisateurs IMS, entre un utilisateur IMS et un internaute, ou bien encore entre deux internautes, est établie en utilisant exactement le même protocole. De plus, les interfaces de développement de services sont également basées sur les protocoles IP. C’est pour cela qu’IMS permet de véritablement faire converger l’Internet et le monde de la téléphonie mobile (cellulaire) ; Il utilise les technologies cellulaires pour fournir un accès en tout lieu, et les technologies Internet pour fournir les services.

## Historique
L’IMS a été défini, à l’origine, par un forum d’industriels appelé 3G.IP, constitué en 1999. 3G.IP a développé l’architecture IMS initialement considérée par le 3rd Generation Partnership Project (3GPP), comme appartenant à ses travaux de normalisation sur la téléphonie mobile 3G dans les réseaux UMTS. L’IMS est apparu pour la première fois dans la version 5 (évolution de la 2G vers la 3G), lorsque le multimédia basé sur le protocole SIP fut ajouté. Une prise en charge des normes plus anciennes GSM et GPRS a également été ajoutée.
- Le Pré-IMS  (ou « Early IMS ») a été défini pour permettre des implémentations IMS qui ne supportent pas les spécifications du « full IMS »
- 3GPP2 (un autre organisme de normalisation) a basé son CDMA 2000 Multimedia Domain (MMD) sur l’IMS 3GPP, ajoutant la prise en charge de la norme CDMA 2000.
- La version 6 de 3GPP ajoute l’interfonctionnement avec les WLAN
- La version 7 de 3GPP ajoute l’interfonctionnement avec les réseaux fixes, par une collaboration avec l'organisme TISPAN R1

## Principes de base
- Indépendance de l’accès : l’IMS fonctionne avec tous les types de réseaux (fixe, mobile ou sans fil), incluant des fonctions de commutation de paquets, comme le GPRS, l’UMTS, le CDMA 2000, les réseaux sans fil WiMAX, LTE, les réseaux fixes xDSL, en câble coaxial (DOCSIS) ou en fibres optiques… Les systèmes plus anciens de commutation de circuits (POTS, GSM) sont supportés grâce à des passerelles (gateways). Des interfaces ouvertes entre les couches de contrôle et de services permettent de multiplexer les appels / sessions venant de différents réseaux d’accès.
- Des architectures de réseaux différentes : l’IMS permet aux opérateurs et aux fournisseurs de services d’utiliser les architectures des réseaux subjacents.
- Terminaux et mobilité des utilisateurs : Le réseau mobile fournit la mobilité des terminaux (handover, roaming) alors que la mobilité de l’utilisateur (utilisation de réseaux différents) est fournie par l'IMS et le protocole SIP.
- Services basés sur des protocoles IP variés : IMS facilite l’offre de presque tous les services basés sur IP. Parmi ceux-ci : la voix sur IP (VoIP), la voix sur réseau mobile LTE (VoLTE), le Push to talk sur téléphones cellulaires (POC), les jeux multijoueur, la vidéoconférence, la messagerie instantanée, les services communautaires, les informations de présence et partage de contenus.

## Convergence fixe et mobile
IMS a été conçu à l'origine pour les réseaux mobiles, mais avec l'ajout des travaux de TISPAN dans la version 7, les réseaux fixes sont également supportés. On appelle cela la convergence Fixe/Mobile (FMC), qui est devenue une des tendances-clés de l'industrie des télécoms en 2005.
La vision est que les utilisateurs aient un seul téléphone avec un numéro, un carnet d'adresses et répondeur uniques. Tirant parti du faible coût et du haut-débit de leur ligne fixe personnelle ou professionnelle, tout en profitant de la mobilité offerte par le réseau de téléphone mobile. Cela inclut également un routage transparent des appels entre ligne fixe et réseau mobile.

## Concurrents d'IMS, l'UMA
Les opérateurs téléphoniques mettent à disposition des services accessibles par leurs utilisateurs quels que soient : leur situation géographique, la technologie d'accès empruntée ou les terminaux utilisés. L'UMA était un standard transitoire qui avait pour objectif de garantir l'interfonctionnement avec les systèmes téléphoniques traditionnels (réseaux commutés), tout en proposant une mise à niveau pour le lancement de sessions multimédia modernes (pour la visiophonie, par exemple).
Les adversaires de cette technologie, qui a eu peu de succès, estiment que les opérateurs étaient principalement intéressés par l'extension de leur domaine d'activités au marché de la téléphonie mobile, tout en réduisant leurs dépenses opérationnelles en utilisant la technologie de la voix sur IP.

## Architecture
Le  cœur d’un réseau IMS est un assemblage de fonctions diverses (décrites dans le dessin ci-dessus), connectées par des interfaces normalisées. Une fonction n'est pas forcément associée à un équipement matériel spécifique, plusieurs fonctions IMS peuvent être combinées dans un même équipement.
Les principales fonctions d’un réseau IMS sont les suivantes : 

### Réseau d’accès
Les réseaux peuvent être de divers types mais doivent utiliser les protocoles  IP. Les terminaux peuvent être de purs terminaux IMS, des téléphones mobiles ou des  smartphones, des PDAs ou des ordinateurs... 

La seule contrainte est qu’ils doivent obligatoirement utiliser les protocoles IPv6 (recommandé) ou à défaut IPv4 et le protocole SIP (mode ‘’User Agent’’). 
Le réseau peut être fixe (xDSL, câble, Ethernet, ...) ou mobile (WCDMA, CDMA 2000, GSM, GPRS, LTE ...) ou Wi-Fi, WiMAX. 

### Cœur de réseau
Le cœur de réseau (fixe ou mobile) utilisé par l'architecture IMS doit être compatible IP.

#### User Database
Le HSS (Home Subscriber Server) est la base de données principale qui décrit les entités du réseau et contient la liste des utilisateurs et les droits et autorisations associés ainsi que les sessions des appels en cours. Il peut aussi fournir des informations sur la localisation des utilisateurs du réseau IMS. 
Les HSS utilisent le protocole Diameter (Cx, Dx, Sh interfaces) pour leur consultation par les autres fonctions d’un réseau IMS.

#### Call/Session Control
Plusieurs types de serveurs SIP dénommés CSCF (Call/Session Control Functions), sont utilisés pour traiter la signalisation SIP dans le réseau IMS.
- Le P-CSCF (Proxy-CSCF) est le proxy SIP  qui est le point de contact pour les terminaux IMS. Il est aussi chargé de la taxation des appels.
- Le I-CSCF (Interrogating-CSCF) est le proxy SIP  en charge des fonctions administratives, son adresse IP est publiée dans les DNS.
- Le S-CSCF (Serving-CSCF) est le nœud central pour la signalisation dans le réseau. Le S-CSCF utilise le protocole Diameter pour communiquer avec les bases de données d’abonnés.

#### Serveurs multimédia
Le MRF (Media Resource Function) contient les sources de vidéos et de sons utilisées dans le réseau IMS :
- annonces vocales
- videoconferences
- transcodage d’images, voix et vidéos (conversion entre différents codecs)

#### Serveurs d’applications
Les serveurs d’application (application server “AS” en anglais) hébergent et exécutent des services et les applications (par exemple : traduction des numéros verts ou Voice call continuity « VCC ») et s’interfacent avec le S-CSCF en utilisant le protocole  SIP. 

#### Gateways
Il existe plusieurs types de gateways (passerelles) entre le réseau IMS et les autres réseaux téléphoniques ou informatiques :
- Le PSTN Gateway fait l’interface avec les réseaux téléphoniques commutés classiques.
- Les Signalling Gateway (SGW) réalisent l’interface entre la signalisation SIP de l’IMS et les signalisations SS7 et SIGTRAN utilisées dans les réseaux commutés.
- Les Media Gateways (MGW)  font la conversion des formats audio et vidéo.
- Le Packet Data Network Gateway (PGW) fait l’interface, pour les données, entre un réseau mobile (4G) et le réseau Internet.

## Sources
- (en) Cet article est partiellement ou en totalité issu de l’article de Wikipédia en anglais intitulé « IP Multimedia Subsystem » (voir la liste des auteurs).